# Philipp Burger

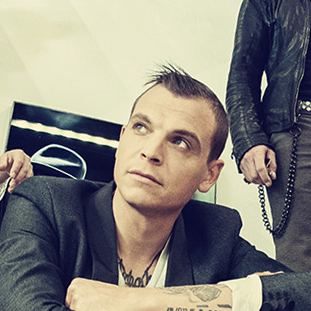
Philipp Burger (2013)

Philipp Burger (* 25. März 1981 in Sterzing, Italien; Spitzname Fips) ist ein italienischer Sänger, Songwriter, Gitarrist und Autor. Bekannt geworden ist er als Frontsänger und Texter der Deutschrock-Band Frei.Wild.

## Leben
Philipp Burger wuchs in Brixen mit katholischem Glauben auf, den er beibehalten hat. Sein Vater ist Geometer und seine Mutter Lehrerin. Burger war ihr zweites Kind neben zwei Schwestern. Schon als Kind war er musikalisch tätig und so spielte Burger Blockflöte und Ziehharmonika. Zudem war er damals Fan der Zillertaler Schürzenjäger.
Als Teenager war Burger Skinhead und Sänger der Rechtsrock-Band Kaiserjäger. Im Booklet einer Demo-CD sind private Bilder aus dem Umfeld seiner damaligen Skinheadgruppierung abgedruckt. Dort finden sich Bilder, die Burger mit rechtem Arm zum Hitlergruß erhoben in einer Reihe von Naziskinheads zeigen. Auf einem anderen Bild sieht man ihn mit dem in Deutschland ebenfalls verbotenen Kühnengruß. Die Band löste sich im Jahr 2001 auf, nachdem ein Konzert in einer Massenschlägerei zwischen deutschen und italienischen Skinheads geendet hatte.
Burger wendete sich daraufhin von der Szene ab. In späteren Veröffentlichungen, unter anderem in der von Klaus Farin herausgegebenen Fanbiografie Allein nach vorne, wurde Kaiserjäger später als harmlose Provokationsband dargestellt, die lediglich patriotisch eingestellt gewesen sei. Seine rechte Jugend kritisierte er später aufs Schärfste und bezeichnete sie als die „beschissenste Zeit meines Lebens“.
Nachdem er an der Mittelschule seinen Abschluss gemacht hatte, erwarb Burger den Gesellenbrief als Zimmermann. Anschließend machte er sich selbstständig.
Im September 2001 gründete Burger zusammen mit Jonas Notdurfter die Deutschrock-Band Frei.Wild, der sich bald darauf Christian Fohrer und Jochen Gargitter anschlossen. In den Anfangsjahren der Band arbeitete Burger noch in seiner Zimmerei und hatte sich bis dato einen relativ großen Handwerksbetrieb aufgebaut. Diesen schloss er, um sich voll und ganz auf die Band zu konzentrieren. Zusammen veröffentlichten sie bisher 16 Alben und erreichten mehrfach die Chartspitze in Deutschland.
Von Juli bis September 2008 war Burger Mitglied der rechtspopulistischen Partei Die Freiheitlichen. Nach der Publikmachung dieser Mitgliedschaft trat Burger aus der Partei aus. In einem Interview mit dem Format Fernsehkritik-TV stritt Burger seine ehemalige Mitgliedschaft ab. Er habe vielmehr nur Gespräche mit dem damaligen Parteiobmann Pius Leitner geführt.
Als Frei.Wild 2008 ohne festen Plattenvertrag dastand, gründeten Burger und der damalige Bandmanager Stefan Harder, der vorher bei Universal gearbeitet hatte, das Label Rookies & Kings, das neben Frei.Wild viele weitere Künstler der Deutschrock-Szene unter Vertrag hat und hatte. Unter anderem veröffentlichten dort auch Matt Gonzo Roehr (Böhse Onkelz), Hämatom, Serum 114, BRDigung sowie Unantastbar ihre Werke.
Neben Frei.Wild gründete Philipp Burger außerdem das Charity-Projekt Wilde Flamme, eine multinationale Band, die unter anderem mit Peter Maffay zusammenarbeitete. Bis 2015 erschienen vier Singles, deren Erlöse sozialen Projekten zugutekamen. Zusammen mit den anderen Mitgliedern von Frei.Wild ist er außerdem am Festival AlpenFlair beteiligt, das jährlich in der Nähe von Brixen veranstaltet wird.
Am 23. Dezember 2021 veröffentlichte Philipp Burger sein erstes Soloalbum Kontrollierte Anarchie, das Platz eins der deutschen Albumcharts erreichte.
Am 10. Oktober 2023 erschien seine Biografie Freiheit mit Narben: Mein Weg von rechts nach überall im Kampenwand Verlag, die in der Veröffentlichungswoche Platz 1 der Spiegel-Bestsellerliste erreichte. Am 1. Dezember 2023 folgte sein zweites Soloalbum Grenzland, das Platz 3 der deutschen und Platz 25 der österreichischen Charts erreichte.

## Privatleben
Burger ist verheiratet und hat zwei Kinder. 2014 machte er ein Landwirtschaftsdiplom, etwas später ließ er sich zum Imker ausbilden. Nachdem er jahrelang in München gelebt hatte, zog er am 1. Januar 2019 zurück nach Südtirol und bewirtschaftet dort einen Bauernhof.

## Werke
- Freiheit mit Narben: Mein Weg von rechts nach überall. Kampenwand Verlag, 2023, ISBN 978-3-9866009-2-1.

## Diskografie

### Studioalben
- 2021: Kontrollierte Anarchie
- 2023: Grenzland

### Singles
- 2021: Kontrollierte Anarchie
- 2021: Es sind doch nur Tränen
- 2021: Sänger, Zimmermann, Landwirt, Fischer
- 2021: Es gibt keine Jugendsünden
- 2021: Zensurfaschismushasser
- 2022: Was wäre ich ohne Gangster?
- 2023: Weckt die Punks, weckt die Skins
- 2023: Meine DNA
- 2023: Hier geht keiner ohne Narben raus
- 2023: Das Leben ist zu kurz um was nicht zu wagen
- 2025: Alles ist weg

### Gastbeiträge
- 2012: Ein Tag im September von Bad Jokers auf dem Album Alte Rituale[19]
- 2018: Meine Stadt von Goitzsche Front auf dem Album Deines Glückes Schmied
- 2019: Grenzen sind zerstört von Kaestel auf dem Album Keine Kompromisse mehr!

### Sonstiges
- 2000: Raff dich auf von Kaiserjäger
- 2011: Nur ein Augenblick von Kastelruther Spatzen (Songwriting)[20]
- 2013: Totgesagt doch neugeboren Teil 2 von Hämatom[21]
- 2015: Herzlich Willkommen beim Alpenflair – Die Offizielle Festival Hymne
- 2016: Jeder ist Sieger (Hymne für den Brixen-Marathon)[22]
- 2017: Da schlägt noch Herz in deinem Leben von Bad Jokers & Friends